# The Return of Chef
«The Return of Chef» (en español: «El Regreso de Chef» y en España: El Regreso y la Muerte del Cocinero) es el primer episodio de la décima temporada de la serie animada de televisión estadounidense South Park. El episodio 140 de la serie en general, se emitió por primera vez en Comedy Central en los Estados Unidos el 22 de marzo de 2006. El episodio fue el primero después de la partida del actor Isaac Hayes, quien hizo la voz del personaje Chef. Hayes, un cienciólogo, se fue después de un conflicto con los creadores por su tratamiento de la cienciología en el episodio de la temporada anterior «Trapped in the Closet». La cienciología ha sido acusada de usar técnicas de lavado de cerebro, y el episodio retrata a Chef como si le hubieran lavado el cerebro.
En un comunicado de prensa, se citó a Hayes diciendo: «Hay un lugar en este mundo para la sátira, pero hay un momento en que la sátira termina y comienza la intolerancia y el fanatismo hacia las creencias religiosas de los demás». Si bien la declaración no mencionaba directamente a la Scientology, el cocreador de South Park Matt Stone, respondió que las quejas de Hayes surgieron de las críticas del programa a Scientology y que «no tiene ningún problema, y ha cobrado muchos cheques, con nuestro programa burlándose de cristianos, musulmanes, mormones o judíos». Stone agregó: «[Nosotros] nunca escuchamos un pío de Isaac de ninguna manera hasta que hicimos Scientology. Quiere un estándar diferente para las religiones que no sean la suya, y para mí, ahí es donde comienza la intolerancia y el fanatismo». El diálogo del chef en el episodio está editado a partir de grabaciones anteriores de Hayes.

## Argumento
Después de dejar South Park para unirse a «Super Adventure Club», Chef regresa y los chicos notan rápidamente que está actuando de manera extraña mientras expresa su deseo de tener sexo con ellos. Van a la sede de Super Adventure Club y descubren que el grupo está formado por exploradores que viajan por todo el mundo y abusan de los niños. Cuando el líder de los exploradores, William P. Connelly, intenta sin éxito hipnotizar a los niños, se dan cuenta de que el club le ha lavado el cerebro a Chef. En un intento por restaurar a Chef a su antiguo yo, los chicos lo llevan a un club de striptease. Chef vuelve a ser el mismo de antes, pero aparecen los miembros de Super Adventure Club y lo secuestran. Los chicos lo siguen de regreso a su cuartel general y rescatan a Chef.
Mientras se van, Connelly le recuerda a Chef por qué se unió a Super Adventure Club en primer lugar, diciéndole que su vida será grandiosa y eterna si se queda con ellos. Aunque los chicos le ruegan que no lo haga, Chef camina de regreso al club. Sin embargo, el puente que Chef está cruzando de repente es alcanzado por un rayo y se derrumba, lo que hace que caiga a su aparente muerte. Mientras se lleva a cabo un funeral para Chef en South Park, los miembros de Super Adventure Club lo resucitan como «Darth Chef», ahora apoyando completamente la ética del club.

## Producción
Los cocreadores de la serie Trey Parker y Matt Stone describieron la producción de la décima temporada como turbulenta, particularmente más que otras temporadas, porque parecía que cada episodio que producían causaba controversia y, por lo tanto, generaba distracciones. Citaron específicamente las circunstancias que rodearon la salida de Isaac Hayes del programa como un catalizador de la atención adicional que comenzó a recibir el programa. Decidieron crear el episodio como una forma de tomar represalias por el comunicado de prensa que Hayes había hecho con respecto a su partida. Pensaron que Hayes y el programa se habían separado en buenos términos y estaban algo enojados por el lanzamiento, calificándolo de «ridículo». Sin embargo, antes de ese comunicado de prensa, Parker y Stone habían estado trabajando en lo que resultaría ser «Cartoon Wars Parte I» y «Cartoon Wars Parte II», con la intención de abrir la temporada con esos episodios. Tuvieron dificultades con la red y pospusieron esos episodios hasta más adelante en la temporada. Parker y Stone sintieron que si la declaración de Hayes nunca se hubiera publicado, no habrían producido más episodios relacionados con la cienciología.

## Recepción
La transmisión televisiva original del episodio atrajo a más de 3,5 millones de espectadores, incluidos 2,3 millones de entre 17 y 49 años. Esta popularidad convirtió al episodio en el estreno de temporada mejor calificado de Comedy Central desde «Jared Has Aides» en 2002, según un portavoz de Comedy Central y Nielsen Media Research. El episodio también ocupó el cuarto lugar en ventas de videos en iTunes.
«The Return of Chef» recibió una recepción crítica generalmente positiva. Eric Goldman de IGN revisó el episodio y le dio una calificación general de 8.0, destacando la creación de un nuevo diálogo para Chef al unir grabaciones anteriores de su personaje. Goldman también señaló que el elogio de Chef «probablemente dice lo que Parker y Stone realmente sienten por Hayes». Adam Finley revisó el episodio para TV Squad y lo describió como «uno de los más divertidos y memorables de la serie».

## Lanzamiento en DVD
«The Return of Chef», junto con los otros trece episodios de la décima temporada de South Park, fue lanzado en un DVD de tres discos en los Estados Unidos el 21 de agosto de 2007. El conjunto incluye breves comentarios de audio de los cocreadores de la serie Trey Parker y Matt Stone para cada episodio.